# Telish Rock
Telish Rock är en kulle i Antarktis. Den ligger i Sydshetlandsöarna. Argentina, Chile och Storbritannien gör anspråk på området.
Terrängen runt Telish Rock är huvudsakligen kuperad, men den allra närmaste omgivningen är platt. Havet är nära Telish Rock åt sydost. Trakten är obefolkad. Det finns inga samhällen i närheten. 